# Teodoric Estrabó
Teodoric Estrabó (en llatí: Theodoricus Strabo; m. 481) va ser líder militar ostrogot que va ser important en la política de l'imperi Romà d'Orient durant els regnats dels emperadors Lleó I, el Traci (r. 457-474), Zenó (r. 474–475; 476–491) i Basilisc (r. 475-476). Fill de l'oficial Triari, apareix per primera vegada l'any 459, quan rebia subsidis dels romans. L'any 471, va entrar en conflicte amb l'imperi per a venjar l'assassinat de l'alà Aspar, amb qui tenia relacions familiars, i per les seves reivindicacions no ateses per Lleó I. El conflicte va durar fins al 473, quan Lleó I va cedir a les exigències de Estrabó, nomenant-ho mestre dels soldats i reconeixent-ho com governant independent dels gots de la Tràcia.
Amb la mort de Lleó I el gener del 474, Estrabó va ajudar al general Basilisc contra el recentment-nomenat emperador Zenó. Basilisc li va donar honors i el va confirmar com a mestre dels soldats en la presència, encara que aviat entraria en conflicte amb la figura imperial. El 479, tres anys després de la derrota de Basilisc i l'ascens de Zenó, Teodoric va enviar emissaris per a Constantinoble buscant la pau, no obstant això les seves propostes van ser rebutjades i ell va ser durament criticat i considerat enemic públic. Amb el fracàs de l'ambaixada, es va preparar per a guerra, no obstant això va ser aviat convençut a reprendre les negociacions, aconseguint rebre diversos beneficis de l'emperador.
El 479, va recolzar els rebels Procopi Antemi i Marcià, garantint-los refugi després de la seva derrota davant les tropes imperials, fet que va fer que Zenó revoqués el seu nomenament com a mestre dels soldats. Això va incita Estrabó a aliar-se amb Teodoric l'Amal (r. 474-526) i ambdós van començar a saquejar la Tràcia. L'any 481 va realitzar una invasió a Grècia, però moriria en el transcurs d'aquesta, al caure del seu cavall sobre una llança. Seria succeït en el comandament pel seu fill Recítac.

## Biografia

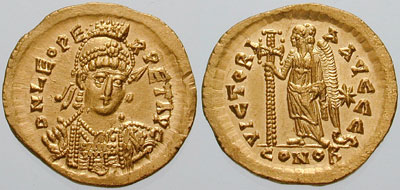
Sòlid de l'emperador Lleó I, el Traci (r. 457-474)

Teodoric Estrabó era fill de Triari. Se sap que va tenir dos germans i que possiblement era nebot de l'esposa del general d'origen alà Aspar. Va tenir una esposa anomenada Sigilda i un fill anomenat Recítac. Era contemporani de Teodoric, un ostrogot de la Pannònia de la dinastia dels Amals fill del rei Teodomir (r. 465-474). És incert es posseïen algun parentiu.
Els autors de la Prosopografia de l'Imperi Romà Tardà neguen la possibilitat de parentiu entre ells, mentre Herwig Wolfram i altres autors suggereixen que pugui ser plausible per l'al·legació de Joan d'Antioquia de què Amal i Recítaco eren cosins. Segons Wolfram, la llarga disputa entre Estrabó i l'Amal seria el motiu pel qual el primer no és mencionat com a membre de la dinastia.

### Sota Lleó I

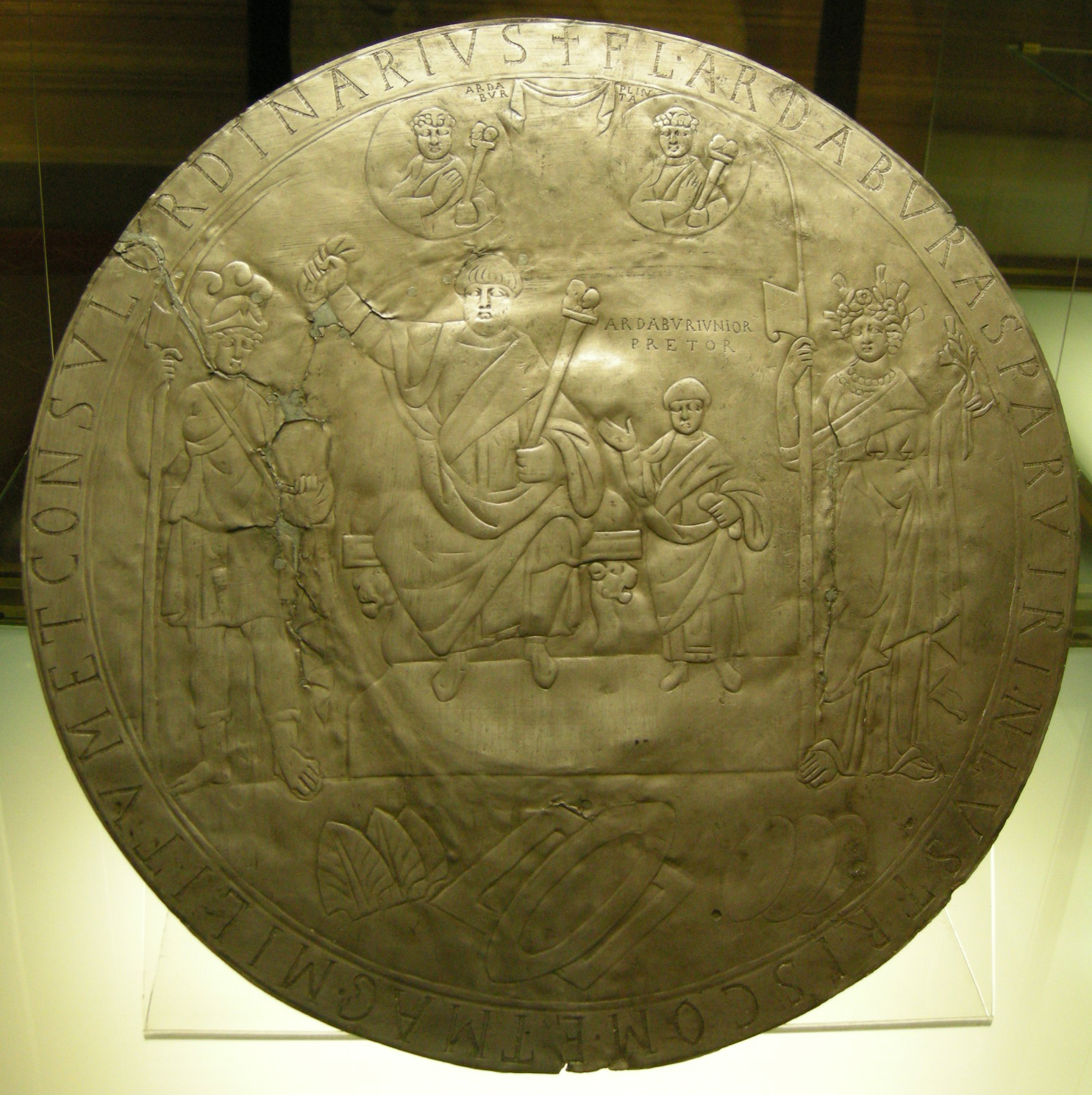
Missal d'Ardabur en el qual apareixen Ardabur i el seu pare Aspar

Al voltant del 459, Teodoric i els seus associats són esmentats per primera vegada pels emissaris enviats pel rei ostrogot Valamir (r. 447-465) a la cort de l'emperador de Lleó I (r. 457-474). Segons les fonts, mantenien relacions amistoses amb l'Imperi, possiblement com federats, rebent un subsidi anual dels romans, fet que va fer servir Valamir per iniciar una guerra. El 471, Teodoric era a la Tràcia com a governant dels ostrogots de la regió. Amb l'assassinat d'Aspar per ordres de Lleó I el mateix any, els partidaris del ministre assassinat van començar a provocar agitacions a la capital. Estrabó i Ostris van buscar venjar-ho, però van ser derrotats a les proximitats de Constantinoble pels excubitors dirigits per Zenó i Basilisc.
Després d'això, Estrabó va retornar el 473 a la Tràcia, on va agrupar un gran exèrcit, que els historiadors suggereixen ser format per prop de 10 mil soldats. Els seus seguidors ràpidament van créixer en nombre, i va ser aclamat rei. Amb la nova posició, va exigir ser reconegut per Lleó I com rei únic dels ostrogots, que tots els desertors li fossin lliurats, que el seu poble fos establert a la Tràcia, que l'herència institucional i material de Aspar llegada a ell li fos lliurada i que fos nomenat com a mestre dels soldats. L'emperador es va negar a acceptar els termes, acceptant solament nomenar-ho mestre dels soldats, sempre i quan, jurés servir com aliat lleial. Per a pressionar Lleó a acceptar les seves condicions, Estrabó va desplaçar els seus soldats per les ciutats de la Via Egnàcia, enviant-ne una part a atacar Filipos (o Filipòpolis), mentre ell atacava i ocupava Arcadiòpolis.
Quan els gots es van quedar sense recursos, Teodoric va signar la pau amb Lleó. Es va acordar que els romans pagarien prop de 907 quilos d'or, reconeixerien la independència de Estrabó i li seria concedit el càrrec de mestre dels soldats praesentialis. Va al·legar ser capaç de lluitar contra qualsevol en aquesta posició, excepte els vàndals, tal vegada en respecte a la bona relació entre ells i Aspar o per por de ser enviat en una "missió suïcida" al Nord d'Àfrica. El seu ràpid ascens, va suscitar enveja en els ostrogots establerts a la Pannònia, que van abandonar les seves terres i van envair l'imperi, liderats pel rei Teodomir i el seu fill Teodoric, l'Amal, el qual havia estat entre els anys 461/462 i 472, com ostatge, a Constantinoble. Aquests altres ostrogots van aconseguir un bon acord amb el poder imperial, en base al qual van ser establerts a Macedònia.

### Sota Zenó

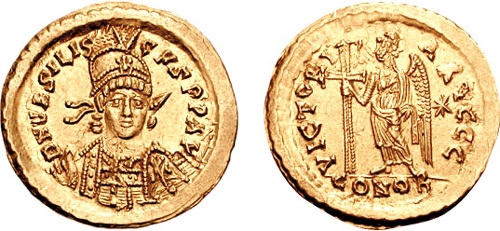
Sòlid de l'emperador Basilisc (r. 475-476).

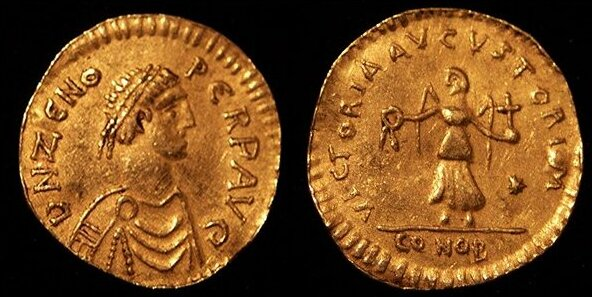
Tremis de l'emperador Zenó (r. 474–475; 476–491)

Amb la mort de Lleó el 18 de gener del 474, Estrabó va ser destituït pel recentment-nomenat Zenó (r. 474-475), que probablement ja per aquesta època intentaria oposar els dos Teodorics, un cop mort Teodomir. Estrabó, per la seva banda, es va rebel·lar contra ell, matant el mestre dels soldats de la Tràcia Heracli, malgrat el pagament d'un rescat, tal vegada perquè va estar embolicat en l'assassinat de Aspar. El suport de Teodoric va ser fonamental pel cop d'estat que va enderrocar Zenó i entronitzar a Basilisc (r. 475-476) al tron imperial el gener del 475, de manera que Basilisc li va confirmar el títol de mestre dels soldats praesentialis i li va donar altres honors. Mas, Teodoric es va enfrontar amb Basilisc quan, aquest darrer, va nomenar el seu nebot Armat com mestre dels soldats praesentialis.
Quan Zenó va retornar a Constantinoble el 476 i va derrotar Basilisc, Estrabó no és esmentat com defensor de la ciutat, tal vegada per estar ocupat lluitant a la Mèsia amb els ostrogots de Teodoric. Segon relaten les fonts, Teodoric, l'Amal, que estava establert a la Mèsia, hauria contactat Zenó oferint-li suport militar a canvi de beneficis. Per a l'historiador Malc, no obstant, la veritat és que Estrabó hauria auxiliat a derrocar l'usurpador. Sigui com sigui, la restauració de Zenó no va proporcionar la reconciliació amb Estrabó, doncs va mantenir Armat, l'antic rival del rei, en la seva posició de mestre dels soldats. Malgrat això, el 477/478, Estrabó va enviar emissaris a la capital buscant un acord. Els emissaris gòtics, per a justificar la conclusió d'un acord, van al·legar que Amal, que tant havia perjudicat les províncies balcàniques, era reconegut com general i amic imperial, així volien el mateix tracte. Zenó, aconsellat per Sabinià i Joan, veient impossible suplir els exèrcits d'ambdós, i analitzant en retrospectiva les accions envers l'Imperi, va criticar Estrabó com antic enemic que havia saquejat la Tràcia i com antic suport de l'usurpador Basilisc i li va negar qualsevol acord. Igualment, va ser declarat enemic públic pel senat i exèrcit bizantins, i els seus partidaris van ser bandejats per l'emperador.
Estrabó aleshores va agrupar al seu voltant altres tribus gòtiques de la regió, el que va forçar Zenó a reobrir les negociacions. L'emperador va proposar una aliança i va demanar que enviés el seu fill com ostatge per a Constantinoble i passés a viure com un individu privat a la Tràcia amb el que ja hi havia adquirit amb els seus saquejos, obligant-se a no saquejar més. Estrabó va rebutjar els termes, al·legant que els seus recursos eren insuficients per a ell i els seus seguidors, i que ja no podria retrocedir amb les seves tribus. Zenó llavors es va decidir per la guerra, organitzant una expedició amb tropes reunides del Pont, Àsia i Orient i que seria comandada per Il·los. Per raons desconegudes, el comandament al final va ser concedit a Martinià, que es va mostrar incapaç de mantenir la disciplina dels seus soldats, forçant l'emperador a enviar una ambaixada a Teodoric, l'Amal a la Mèsia.

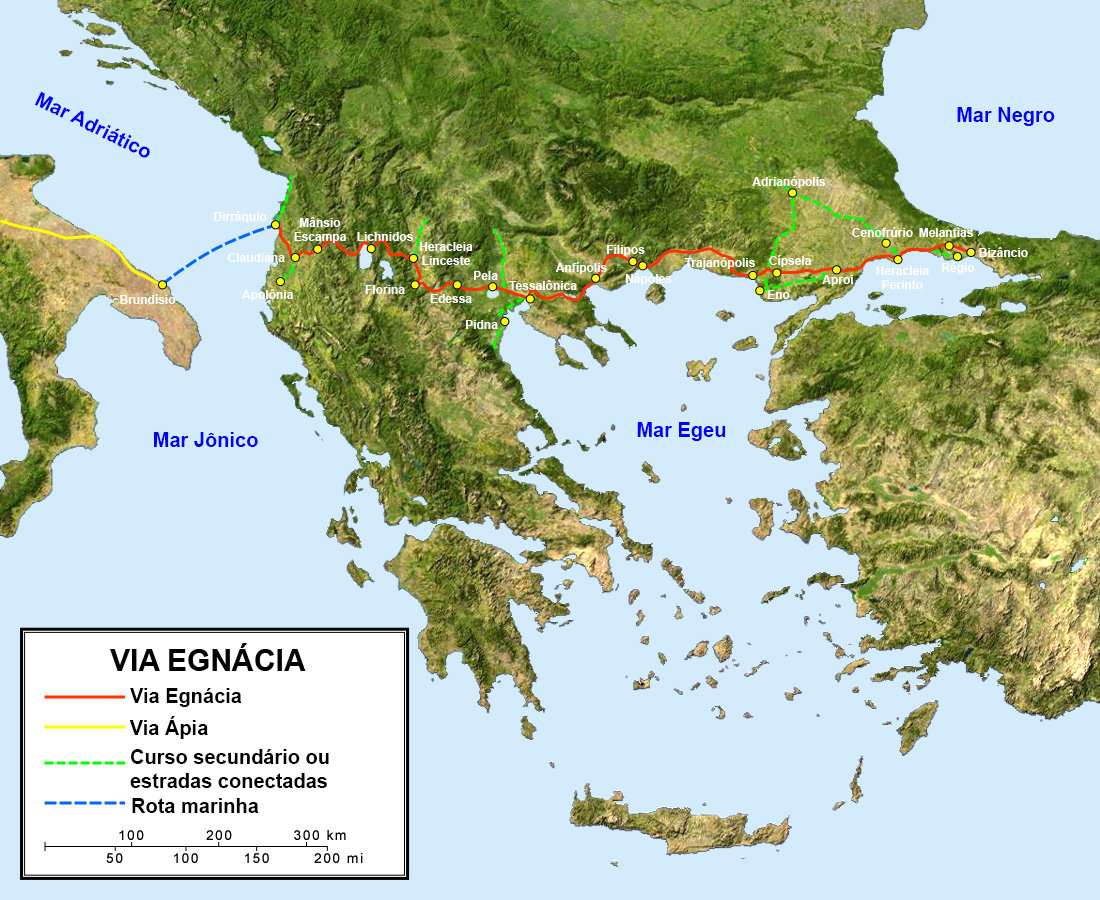
Ruta de la Via Egnàcia, un dels principals escenaris dels conflictes entre ostrogots i imperials

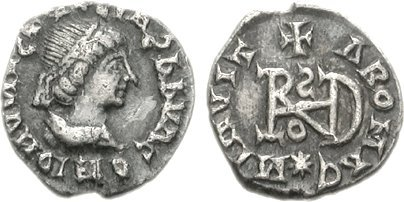
Síliqua de Teodoric el Gran (r. 474-526)

Per l'acordat amb l'ambaixada, l'Amal va marxar al sud amb la promesa de, al arribar a la Tràcia, trobar-se amb un mestre dels soldats prop dels passos de la muntanya Hemo per a rebre reforç de dos mil cavallers i 10 mil infants, nombre que seria després augmentat per sis mil cavallers i 20 mil infants oriünds de Adrianòpolis. A més d'això, es va prometre que, cas necessari, Heracleia Perint i altres ciutats veïnes estarien preparades per a enviar més tropes. Malgrat les promeses, Teodoric no va rebre cap reforç. Quan es va apropar a la muntanya Sondis, es va trobar amb l'exèrcit d'Estrabó, i ambdós van capturar ramats i cavalls un de l'altre en petites batalles. Llavors, Estrabó es va aproximar al campament enemic a una distància segura i va fer un discurs, segons el qual l'Amal era culpable de fer que els ostrogots lluitin entre si, beneficiant els romans. Aquest discurs va incentivar molts guerrers d'Amal, així com les seves dones, a desertar, obligant-ho a l'Amal ha signar la pau.
Durant la primavera o a inicis de l'estiu del 478, ambdós Teodorics van enviar emissaris a Constantinoble. Amal va exigir concessions territorials pel seu poble, intentant expandir els dominis dels seus gots cap al sud de la Mèsia a més de tots els passos muntanyosos dels Balcans, repartiment de cereal per a abastir l'exèrcit fins a l'època de la collita i que recaptadors d'impostos (domèstics) fossin enviats immediatament per a registrar el que havien rebut. Estrabó, per la seva banda, va exigir que els acords signats amb Lleó I, el 473, fossin renovats, que el pagament que rebia fa anys havia de mantenir-se i pagat retroactivament, i que certs parents seus, captius en mans d'Il·los havien de ser alliberats. No se sap quin va ser la resposta donada per Zenó a Estrabão, si és que va donar alguna. A l'Amal, Zenó, el va avisar que si no trencava el seu jurament de pau, rebria 907 quilos d'or i 4 530 de plata immediatament, a més d'un tribut anual de 10 mil sòlids i una aliança matrimonial amb la filla de Olibri o una altra dama de la cort.
Aquestes promeses no van tenir l'efecte esperat i l'emperador es va preparar novament per la guerra. No obstant això aviat va desistir del seu pla, al adonar-se de que es preparava una revolta militar, i va retirar els seus soldats a les casernes d'hivern. Amal va aprofitar la situació per a envair parts de la Tràcia, als voltants de la serralada Ròdope, arruïnant les collites i extorsionant als seus habitants. Davant d'això, Zenó va enviar una ambaixada a Estrabó per tal de segellar la pau. Va prometre renovar els termes establerts amb Lleó I, alhora que va concedir-ne d'altres: va alliberar tots els seus parents que estaven sota poder romà i els va garantir la restitució de les seves propietats, va proveir-lo d'aliments per a 13 mil dels seus soldats, li va garantir el comandament de dues escoles palatines, va permetre que mantingués la propietat que li pertanyia, li va concedir un dels llocs de mestre dels soldats praesentialis, en substitució d'Amal, i li va permetre mantenir els títols que Basilisc li havia concedit.

Constantinoble

L'any 479, Estrabó va recolzar l'alçament militar, liderat per Procopi Antemi i Marcià. Al saber de l'eclosió de la revolta, va liderar tropes cap a Constantinoble, no obstant això, no va arribar a temps d'auxiliar els revoltats, que van ser derrotats ràpidament. Al ser qüestionat pels emissaris imperials, va al·legar que havia conduït els seus soldats a la capital per a ajudar Zenó, però ningú va creure en la seva paraula i l'acord signat l'any anterior es va trencar. Estrabó va acollir als rebels i va aliar-se amb Teodoric, l'Amal per a atacar i devastar la Tràcia. L'any 480, Zenó es va aliar (segurament els va contractar) amb els huns per tal que ataquessin als ostrogots entretenint-los durant la temporada de campanyes (primavera i estiu), tanmateix, van ser derrotats pels ostrogots.
L'any 481, mentre les tropes imperials estaven ocupades combatent l'Amal a Dirraquium, Estrabó va marxar contra la capital amb alguns huns. El seu primer assalt a les Muralles de Teodosi va fracassar, sent repel·lit per Il·os. Llavors, va atacar Sícas (Gàlata), a l'altre costat del Corn d'Or, però va ser novament derrotat. Finalment, es va dirigir a les petites ciutats portuàries de Hèsties i Sostèni,a les ribes del Bòsfor, en una temptativa de creuar amb les seves forces a Àsia Menor, però fou derrotat per la marina imperial. Probablement després de rebre suborn, va retornar a Grècia per la Via Egnàcia a través de la Tràcia, tal vegada anhelant atrapar l'Amal a Dirraquium. Durant el trajecte, mentre comandava un exèrcit de 30 mil soldats, va morir al caure del seu cavall sobre una llança a un lloc anomenat l'Estable de Diomedes, prop de Filipos. Seria succeït en el comandament pel seu fill Recítac.

## Llegat
Quan es comparen els dos Teodorics, l'Amal i l'Estrabó, es veu que el segon, a l'època, estava en una situació més favorable. L'Amal, tot i ser fill i nebot de reis i pertànyer la notòria dinastia dels Amals, posseïa situació política molt inestable. Des de la fragmentació de l'Imperi Hun d'Àtila (434-453), els ostrogots dirigits pel seu pare Teodomir (r. 465-474) i els seus oncles Videmir (r. 451-473) i Valamir (r. 447-465) es va establir a la Pannònia, amb el consentiment de l'emeprador Marcià (r. 450–457), però va haver de lluitar constantment contra una coalició de tribus veïnes hostils formada per sueus, estirs, sàrmates, etc. per la supremacia del curs mitjà del Danubi. En l'últim d'aquests conflictes, a la decisiva batalla de Bolia el 469/470, l'historiador Jordanes al·lega que Teodomir i el seu germà Videmir van ser capaços d'infligir una important derrota en aquestes tribus, una victòria tal vegada inventada per l'autor. És plausible, amb base en noves interpretacions dels fets, que aquella invasió realitzada per Teodomir i Teodoric a l'imperi el 473 probablement hauria estat motivada, seogns l'historiador Hyun Jin Kim, per una suposada derrota davant la coalició bàrbara rival a Bolia i la necessitat d'obtenció d'aliments i terres noves.
Teodoric Estrabó, d'altra banda, era un gran soldat, que mitjançant les seves relacions familiars amb alguns dels principals dirigents imperials, principalment el ministre i governant de facto de l'Imperi d'Orient Aspar, va ingressar ràpidament al servei imperial, fins i tot arribant a subministrar part de l'efectiu militar que guarnia la capital. Tal preminència és testimoniada l'any 459 en l'episodi que els ambaixadors de Valamir que van relatar al seu rei, al retorn de la cort de Lleó I. La bonança viscuda pels ostrogots tràcis, va suscitar enveja que per la seva banda va motivar la invasió dels gots pannònis a la regió. Estrabó va saber aprofitar-se del seu prestigi i de la seva experiència com a comandant per dirigir el rumb del seu poble a través dels incomptables trasbalsos polítics ocorreguts a la cort.
L'historiador Peter Heather creu que si Teodoric no hagués mort en l'incident de la llança, molt probablement hauria estat ell el Teodoric triunfant en els conflictes ocorreguts durant les dècades de 470 i 480.
Estrabó és citat a la novel·la històrica Raptor de Gary Jennings, on duu a terme important paper. En el llibre, els seus membres són amputats pel personatge principal, Thorn, el mariscal de Teodoric el Gran. Alguns anys més tard, mor abans d'una batalla imminent amb Teodoric, quan al ser aixecat en una llitera cau sobre la punta de la llança d'un soldat.